# Velagluceraza alfa
Velagluceraza alfa (VPRIV) jeste hidrolitički lizozomalni glukocerebrozidno specifični enzim, koji je rekombinantna forma glukocerebrozidaze. Ovaj lek se koristi kao terapija dugotrajne enzimske zamene za obolele od Gaučerove bolesti tipa 1. On ima identičnu aminokiselinsku sekvencu sa prirodnim enzimom. Odobren je za upotrebu u SAD februara 2010.

## Literatura
- Hardman JG, Limbird LE, Gilman AG (2001). Goodman & Gilman's The Pharmacological Basis of Therapeutics (10. изд.). New York: McGraw-Hill. ISBN 0071354697. doi:10.1036/0071422803.
- Thomas L. Lemke; David A. Williams, ур. (2007). Foye's Principles of Medicinal Chemistry (6. изд.). Baltimore: Lippincott Willams & Wilkins. ISBN 0781768799.